# 李賀
李 賀（り が、791年（貞元7年） - 817年（元和12年））は、中国・唐代中期の詩人。字は長吉。官職名から李奉礼、出身地から李昌谷とも呼ばれる。河南府福昌県昌谷（現：河南省洛陽市宜陽県三郷鎮）の人。その詩は伝統にとらわれず、はなはだ幻想的で、鬼才と評された。

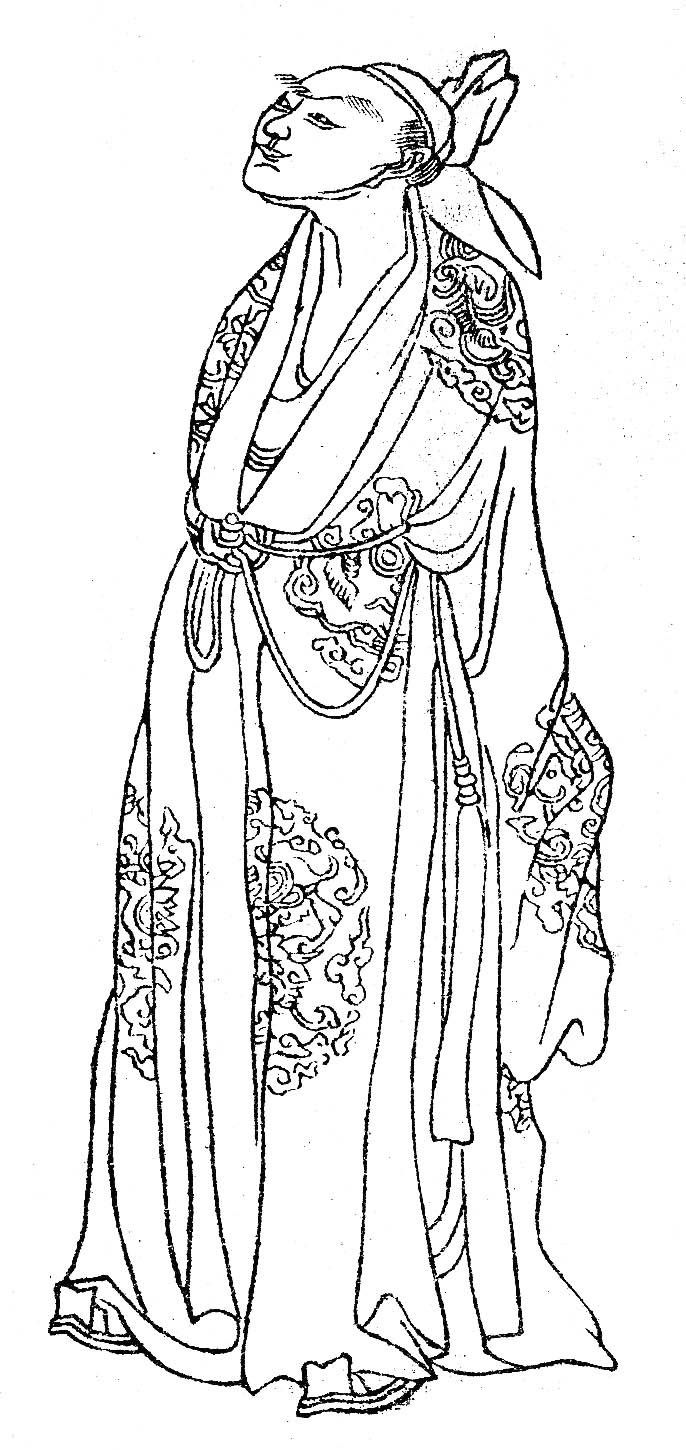
李賀・『晩笑堂竹荘畫傳』より

## 略歴
李晋粛の長男として生まれる。その祖は唐の高祖李淵の叔父の鄭孝王李亮であるという。その長男の淮安靖王李寿（字は神通）、さらにその十一男の呉国公・益州大都督李孝逸から3代あとの子孫が李晋粛であるという。李賀はその出自を大いに誇り、出身地を唐帝室と同じく隴西郡成紀県（現在の甘粛省天水市秦安県）と称していたものの、李賀の生まれたころには中産階級に没落していた。父の李晋粛はまた杜甫の親族で、陝県県令など地方官をもっぱらとする中堅官僚だった。陝県は洛陽と長安の両都を結ぶ途上に位置する要地で、帝室の血を引く者をその令に当てるのがもっぱらであった。母は鄭氏。他に王族に嫁いだ姉と弟（李猶?）がいたことがわかっている。
李賀は早熟な文学者で、14歳にして数々の楽府を著して名声を得ていた。また17歳ころ、自作の詩を携えて当時文壇の指導者的存在であった韓愈を訪ね、激賞とその庇護を受けた。810年、進士を目指して長安に上京し科挙に応じるが、思いもよらず受験を拒まれる。父の諱の一字である「晋（シン）」と進士の「進（シン）」が同音であることから、諱を避けて進士になるべきではない、というのがその理由であった。もちろんこじつけにすぎず、直ちに韓愈が『諱の弁』を表して反論を行うが通らなかった。当時、およそ知識人階級は進士となって科挙を通り、官僚政治家となることを唯一の目的とした。その道を閉ざされた李賀は、失意のうちにひとたび長安を離れて昌谷に戻るが、翌年、奉礼郎の官職を得て再び上京する。しかし科挙を経ずして与えられたこの官職の品階は従九品上、祭礼の際に席次を管轄する端職にすぎず、自負心の強い李賀には到底耐えられるはずもなく、813年春、「奉礼 官卑しく復た何の益有らん」の詩句を残し、職を辞して帰郷するに至る。ちなみにこの奉礼郎という官職も帝室の血縁者に当てるのが通例であった。その翌年、別に職を求め、友人の張徹を頼って潞州に赴くも意叶わず、昌谷に戻った翌年の817年、にわかに発した病により、母に看取られながら短い生涯を閉じた。享年27。
『李賀小伝』を著した晩唐の詩人李商隠によれば、李賀の風貌は痩せて細く、濃い眉毛は左右がつながり、爪が異様に長かったという。またおよそ円満とは程遠い性格で、しばしば他人から攻撃・排撃を受けた。科挙を阻まれたのもその性格が一因であろう。文壇の大家で、官僚としても宰相となった元稹と確執があったゆえ、との逸話もあるが、年代的に怪しい。没した際、李賀を恨む従兄弟の手で遺稿が便所に投棄されたため、現存作が少ないとの逸話もまたある。

## 詩の特徴
詩人としてはあまりに短い生涯であり、わずか240余首が現存するのみながら、李賀の名が不朽の輝きを持って現代に伝わる理由は、他の誰とも類似を見出せない独特の詩風ゆえである。およそ「写実をもって良しとする」中国文学の世界にあって、李賀の作品はそのまったく逆に幻想を志向する。晩唐の詩人杜牧は「創作にあって踏みならされた道筋をことごとく無視した」と評した。以下は著名作。
| 蘇小小歌   | 蘇小小歌               | 蘇小小の歌                                     |
| 原文       | 書き下し文             | 通釈                                           |
| 幽蘭露     | 幽蘭の露               | 仄かに香る蘭の露は                             |
| 如啼眼     | 啼ける眼の如し         | 涙を浮かべた彼女の目のよう                     |
| 無物結同心 | 物として同心を結ぶ無く | 愛の証として結ぶべき何も持たず                 |
| 煙花不堪翦 | 煙花は翦るに堪えず     | 夕闇に霞む花は、贈りたくても切ることができない |
| 草如茵     | 草は茵の如く           | 草はしとね                                     |
| 松如蓋     | 松は蓋の如し           | 松は幌                                         |
| 風為裳     | 風は裳と為り           | 風はもすそのような衣擦れの音を立て             |
| 水為珮     | 水は珮と為る           | 水は玉飾りの音を響かせる                       |
| 油壁車     | 油壁の車               | 油壁車に乗った彼女は                           |
| 久相待     | 久しく相い待つ         | いつまでもいつまでも待っているが               |
| 冷翠燭     | 冷ややかなる翠燭       | 緑に燃える鬼火も                               |
| 勞光彩     | 光彩を労す             | いつか消えゆき                                 |
| 西陵下     | 西陵の下               | 西陵橋のたもと                                 |
| 風雨吹     | 風雨吹く               | 暗闇の中に風雨が吹き荒れる                     |

詩に詠われる蘇小小は南朝斉の有名な歌妓であった。ここに登場する蘇小小は、死んでもなお想い人を待ち続ける哀れな亡霊となって描き出されている。詩自体はあくまで美しく幻想的だが、昏く重い。この幻想と怪奇、耽美と死こそが李賀が昏い情熱を傾けたテーマであった。なお、詩題を『蘇小小の墓』とするテキストもある。
李賀の詩にはしばしば鬼（日本における鬼ではなく、死者の魂、すなわち亡霊をいう）や奇怪な生き物、妖怪、超常現象が描かれる。それらは李賀以外にもまったく見られないわけではない。例えば陶淵明は『山海経を読む 十三首』にて古代神話に登場する妖怪のことを詠んでいるが、その本意は百鬼夜行のごとき人間社会の風刺・批判にあるがごとく、一種の喩えであったり、詩にインパクトを与えるテクニックにすぎない。対する李賀の場合、その亡霊・妖怪の類は詩中に必然を持って頻々と登場したり、往々にして怪異きわまる現象そのものが詩のテーマとすらなる。前途洋洋たる李賀に対し、言いがかりというまったき悪意を持ってその栄達を阻んだ人々は魑魅魍魎そのものであり、その行いは理解しがたき怪異である。李賀にとって亡霊や怪異は、現実と大差ないリアルな存在であったのだ。否むしろ、半ば幻想世界に生きた李賀にとって、現実よりも親しいものであったのかもしれない。
またその詩をより暗くしているのは、繰り返される絶望と死の描写である。その詩句より例をとれば、「長安に男児有り 二十にして心已に朽ちたり」（『陳商に贈る』）。官僚への道を理不尽に閉ざされた李賀の意識は、深い絶望に覆われる。もとより漢詩は悲哀を詠うことを拒まないが、李賀のそれは悲哀を通り越して絶望の域に達し、この世のすべてが悪意に満ちているという、ペシミズムの極地に至る。周囲を魑魅魍魎のごとき輩に囲まれた絶望の世界を抜け出すには、死ぬしかない。李賀の詩に繰り返し「死」が詠われるのは必然であった。
また、人は李賀を「鬼人」と呼ぶ。これは宋の銭希白が『南部新書』で「李白を天才絶と為し、白居易を人才絶と為し、李賀を鬼才絶と為す。」と評していることからもはっきりしている。また、宋の厳羽は『滄浪詩話』で、「太白は仙才、長吉は鬼才。」とあることから、「仙才絶」とも評されていたかもしれない。
このようにはなはだ悲観的な内容であり、無間地獄のごとき底なしの絶望を感じさせながら、しかし李賀の詩は同時に絢爛豪華である。それは独特の色彩感覚にある。同じく、「瑠璃の鐘 琥珀濃し 小槽酒滴って真珠の紅」（『将進酒』）。漢詩は意外にも色彩に溢れている。美を韻文で表現しようとするのだから当然のことなのだが、李賀の場合は特に濃厚な色彩の描写に執心した。ときとして、鮮やかさを通り越してかえって暗く感じるほど、その詩中に溢れる色彩は人工的なまでに濃く、ゆえに不健康に美しいのである。
技巧面でも他に見られない特色が幾つかある。たとえば詩句を断絶させること～一つの詩の部分部分、あるいは一つ一つの句が他と意味的に連続せず、まるで思いついたフレーズを書き連ねたように一詩を構成させる。あるいは独特の比喩を使用すること～かつて用いられたことがなく、かつ一般的に連想しがたい比喩を多用する。また新語・造語を多用することなどである。これらの技巧は確かに李賀独特の世界を構築しながら、鑑賞者の理解を阻む要因ともなっている。古来「注無しでは読めない」と評される所以である。

## 後世への影響
李賀の詩は、生前からすでに高い評価を得ていた。まず怪異なるものへの憧れを深く抱いていた韓愈が、李賀の理解者であり、力強い庇護者であった。晩唐では、李賀の同族とされる唯美派の李商隠と、それに対照的な革命的社会派の皮日休が李賀に傾倒した。時代を経て、南宋末元初の民族主義者たちも李賀の詩を愛したが、とりわけ謝翺の詩にはその影響が顕著である。
清代になると、その名声は高まり、批評家 沈徳潜をして「天地の間に、この種の文筆なかるべからず」と言わしめる。近代に入り、清末の革命家 譚嗣同、中国近代文学の祖である魯迅、さらに毛沢東（多く詩作した）が愛好者であったという。
近代日本の作家では、愛読者たちに泉鏡花、芥川龍之介、日夏耿之介、堀辰雄、三島由紀夫等がいる。
昭和後期・平成期の作家では、歌人の塚本邦雄、車谷長吉は李長吉に倣って筆名をつけ、草森紳一は伝記（下記）を著した。

## 訳書一覧
- 『李長吉詩集』 漆山又四郎訳註、東明書院、1933
- 『李長吉歌詩集』上下、鈴木虎雄訳注、岩波文庫、1961、復刊1987、2009
- 『李賀 中国詩人選集14』 荒井健訳注[3]、岩波書店、1959、新版1990ほか
  - 『李賀 李商隠　新修 中国詩人選集5』 岩波書店、1984。後者は高橋和巳訳
- 『漢詩大系13 李賀』 齋藤晌訳注、集英社、1967
- 『中国の詩集6　李賀詩集』 比留間一成訳、角川書店、1972。抜粋での現代語訳
- 『李賀詩選』 黒川洋一訳注、岩波文庫、1993
- 『李賀歌詩編』全3巻、原田憲雄全訳注・解説、平凡社〈東洋文庫〉1998-1999、ワイド版2009、電子書籍版2024。日本翻訳文化賞（第36回）受賞

### 研究論考
- 原田憲雄『李賀論考』朋友書店〈朋友学術叢書〉、1980
- 呉企明『李賀 その人と文学』山田侑平訳、日中出版「中国古典入門叢書」、1994
- 草森紳一『李賀　垂翅の客』芸術新聞社、2013
- 小田健太『李賀詩論』早稲田大学出版部〈エウプラクシス叢書〉、2023

## 著名な作品
| 秋來           | 秋來                                  | 秋来る                                                       |
| 原文           | 書き下し文                            | 通釈                                                         |
| 桐風驚心壯士苦 | 桐風 心を驚ろかせ 壮士苦しむ          | 桐の枝を揺らす風の音が、丈夫である私を驚かせる               |
| 衰燈絡緯啼寒素 | 衰燈 絡緯 寒素を啼く                  | 消えかけた灯火の下、キリギリスが機を織るような声で鳴く       |
| 誰看靑簡一編書 | 誰か 青簡 一編の書を看て              | 誰か、私の著したこの書を読んでくれるのだろうか               |
| 不遣花蟲粉空蠹 | 花虫をして 粉として空しく蠹ましめざる | 紙魚によって空しく粉々にされることなしに                     |
| 思牽今夜腸應直 | 思いは牽かる 今夜 腸は応に直なるべし  | それが気になり、今夜、私は腸が真直ぐになるような苦痛を感じる |
| 雨冷香魂弔書客 | 雨は冷ややかにして 香魂 書客を弔う    | 冷たい雨がそぼ降る中、芳しき乙女の幽霊が私を弔って訪れる     |
| 秋墳鬼唱鮑家詩 | 秋墳 鬼は唱とう鮑家の詩               | （私は死に）秋の墓場に、亡霊は鮑照の詠んだ挽歌を唱える       |
| 恨血千年土中碧 | 恨血千年 土中の碧                     | 恨みを飲んで死んだ者の血は、エメラルドと化して永遠に残るのだ |

## 白玉楼中の人となる
李賀に関する故事成語で有名なのが、「白玉楼中の人となる」である。これは李賀の臨終の際、その元に天帝の使者が現れ、天帝が白玉楼なる宮殿を完成させたので、その記を書かせるべく李賀を召したと告げる。このことから、文人・墨客が死後に行くという楼閣を「白玉楼」といわれる。